# 意大利国家女子冰球队
意大利国家女子冰球队是代表意大利参加国际冰球联合会旗下世界女子冰球锦标赛的隊伍。女子国家队由意大利冰球協會負責管理。意大利国家女子冰球队於1999年首次參加世界女子冰球锦标赛。2011年意大利有大约490名女子冰球球员。 

## 比赛记录

### 奥运会
- 世界女子冰球锦标赛 – 获得第 8 名